# Pescadería (La Coruña)
La Pescadería, también conocida en gallego como Pescaría, Pescadaría, Peixería, o Peixaría, es un barrio de La Coruña que ocupa una de las zonas más antiguas de la ciudad.

## Historia

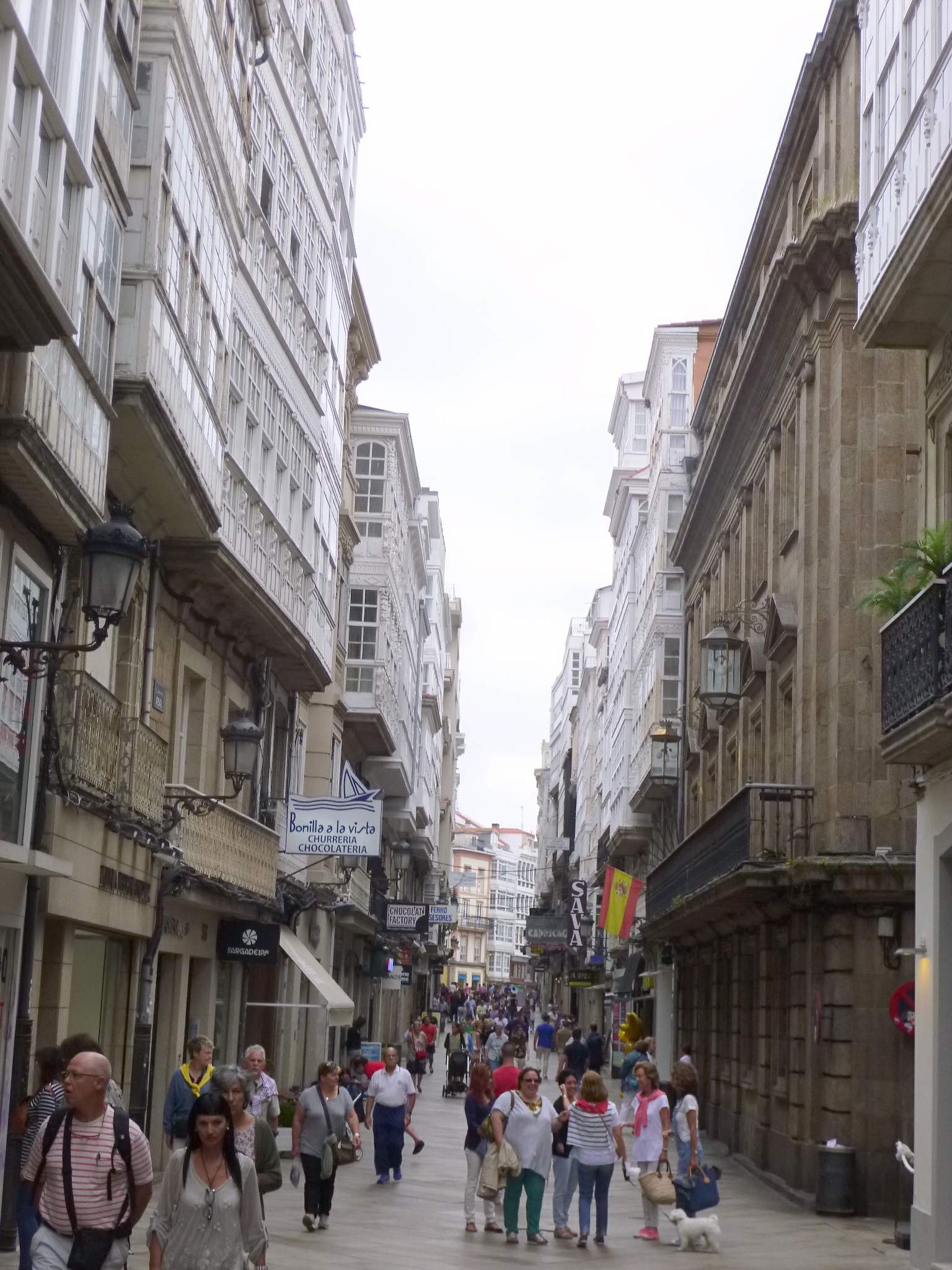
La Rúa Real.

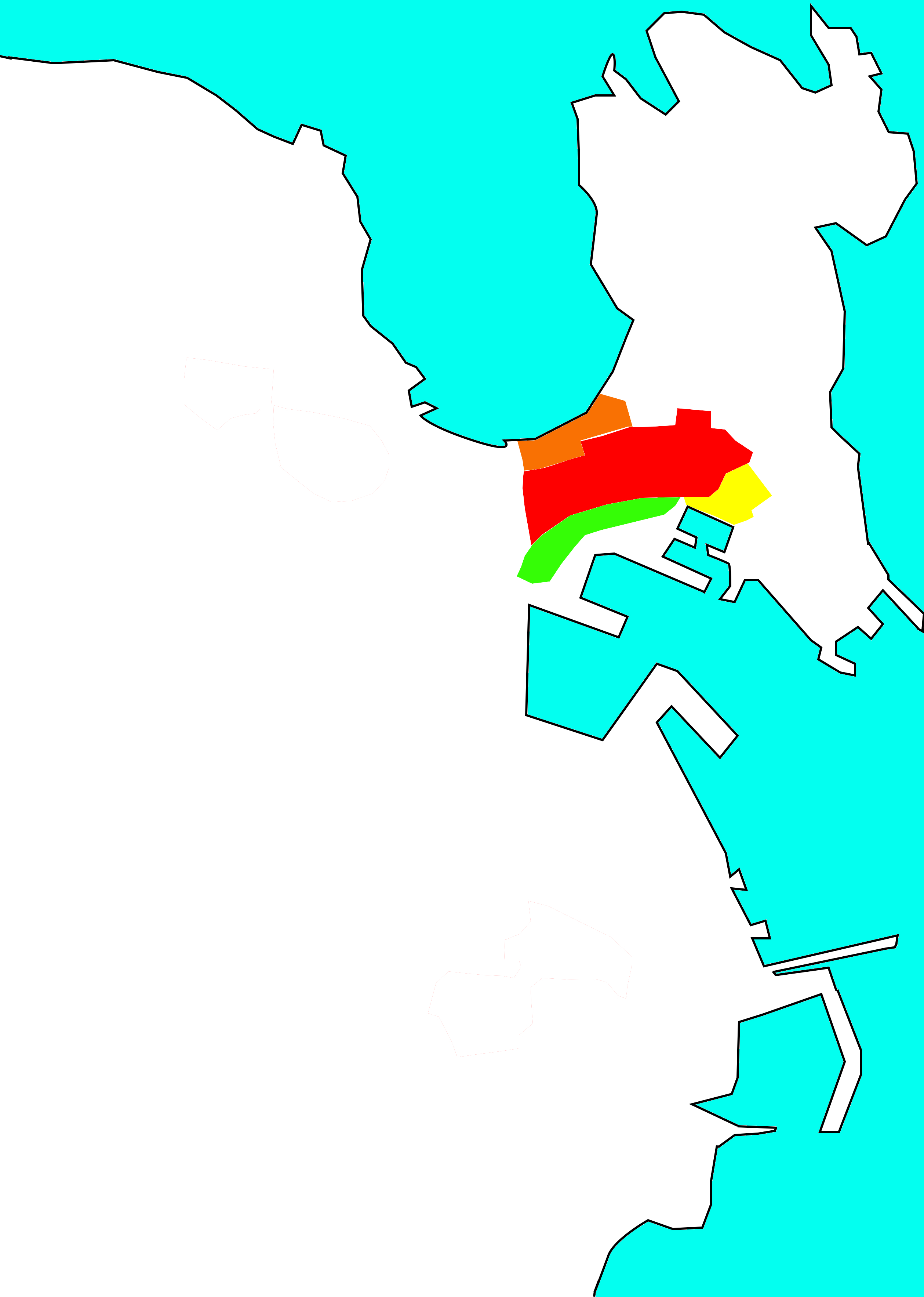
Situación de la Pescadería (rojo) en el municipio de La Coruña. En amarillo María Pita, en naranja O Orzán y en verde los Jardines de Méndez Núñez.

La Pescadería surgió fuera de las murallas debido al crecimiento de la población a partir del siglo XIV. Ya en 1456, el ayuntamiento pidió al rey Enrique IV medidas para evitar el traslado de la población desde la Ciudad Vieja.
A partir de entonces, la Pescadería se convirtió en el núcleo comercial y pesquero de La Coruña. Tenía dos parroquias, la de San Jorge y la de San Nicolás. La importancia de la zona, que a principios del siglo XVI ya duplicaba la población de la ciudad, provocó la mejora de las condiciones urbanas, además de la necesidad de construcción de fortificaciones. En el siglo XVII se estableció el primer convento del barrio, de la Compañía de Jesús.
Las mejoras culminaron en el siglo XVIII con la construcción de edificios como las Casas de Paredes, la Casa de la Aduana o el Consulado.
En el siglo XIX el barrio se expandió hacia el Orzán con el establecimiento de algunas fábricas, además de la construcción del Relleno (Recheo en gallego), que supuso la ampliación del puerto y la aparición de los Jardines de Méndez Núñez.
Tras la demolición de las murallas, se conectó la Pescadería con la Ciudad Vieja por la zona próxima a la Plaza de María Pita y comenzó la ampliación de la ciudad con el proyecto del Primer Ensanche en el Campo do Carballo. Dentro de los planes de alineamiento de principios del siglo XX se llevó a cabo el proyecto del que sería el mercado de San Agustín y la apertura de la calle de Durán Loriga para conectar mejor la Pescadería con el nuevo ensanche.

## Descripción
A diferencia del plano de la Ciudad Vieja, la Pescadería tiene un trazado longitudinal. Esto se debe a que esta zona cumplía la función de unir el núcleo primitivo con los caminos de salida, originalmente la calle Real y la calle de San Andrés. Dentro de la Pescadería existían dos espacios morfológicos diferentes: el sector de san Nicolás tenía manzanas pequeñas y un callejero entrecortado, mientras que en la zona de San Andrés había manzanas más amplias con huertos en su interior.